# Intelligentes tutorielles System
Ein Intelligentes Tutoring-System (ITS) – auch Intelligentes tutorielles System genannt – ist eine Computersoftware zum Zweck von Aus- und Weiterbildungstraining, das individuelles Lernen unterstützt. Derek H. Sleeman and J. R. Hartley führten 1973 das System ein. ITS verfolgt in der Regel das Ziel, einem oder mehreren Anwendern in einem bestimmten Bereich Wissen zu vermitteln. Eine wesentliche Besonderheit an ITS besteht darin, dass es die Leistungen der Anwender jeweils als Referenzgröße verwendet, sich jeweils an den Leistungen individuell orientiert. Das ITS versucht zu erkennen, wie gut das Wissen eines bestimmten Anwenders ausgeprägt ist, und passt entsprechend dieser Ausprägung den zu vermittelnden Inhalt an. Ein Anwender, der also Schwierigkeiten mit den Grundzügen einer Materie hat, wird (im Optimalfall) nicht sofort mit schwierigem Stoff konfrontiert. Stattdessen bekommt der Anwender so lange Grundlagen vermittelt, bis seine Antworten zeigen, dass er zu fortgeschrittenerem Themenstoff bereit ist.

## Aufbau
ITS setzen sich in der Regel aus drei Komponenten zusammen:
- Wissen über eine Wissensdomäne
- Wissen über den Lernenden und dessen Wissen
- Wissen über Strategien zur Wissensvermittlung

### Wissensdomäne
Die Wissensdomäne beschreibt das Gebiet, über das Wissen vermittelt werden soll, z. B. Automobiltechnologie.  Die Wissensdomäne muss relativ klar definiert sein, da eine unklare Definition es schwer macht, exakte Fragen und Aufgaben zu formulieren. Bereiche wie Mathematik und Physik, also Themen mit klar formulierten Regeln und Zusammenhängen, sind als Wissensdomäne besonders geeignet, da sich bei diesen Bereichen sehr einfach erkennen lässt, ob eine Antwort richtig oder falsch ist.
Bereiche wie Religion, Politik oder Ethik lassen viel Spielraum bei den Antworten und sind somit für eine automatisierte Verarbeitung schlechter geeignet.

### Der Lernende und sein Wissen
Um den Lernenden beim Lernen unterstützen zu können, ist es notwendig, dass sich das ITS ein Bild vom Wissensstand und von den Lösungsstrategien des Lernenden machen kann. Nur dann können die gestellten Aufgaben entsprechend angepasst und dem Lernenden gezielte Hilfestellungen gegeben werden, wenn er in einem Bereich Schwierigkeiten hat.
Zu beachten ist, dass aus dem Verhalten des Lernenden nicht unmittelbar Rückschlüsse auf dessen Wissensstand gezogen werden können, da die Verfassung (z. B. Aufmerksamkeit, Motivation, Emotionen, Umwelteinflüsse) das Verhalten beeinflusst.

### Wissensvermittlung
Um Wissen erfolgreich zu vermitteln, muss das ITS über eine Lehrstrategie verfügen. Hier sind verschiedene Ansätze möglich. So kann es beispielsweise bei einer falschen Antwort zu einer Frage Zusatzinformationen bieten oder eine leichtere Frage stellen.
Nach John Robert Anderson lassen sich verschiedene Wissenstypen (deklarativ, prozedural, kontextuell) unterscheiden (vgl. Gedächtnis). Je nach Typ des Wissens kann eine geeignete Repräsentation zur Aneignung (aktive Konstruktion) des Wissens vom System bereitgestellt werden.